# Cartoon Network (Inde)
Pour les articles homonymes, voir Cartoon Network (homonymie).
Cartoon Network (Inde) est une chaîne de télévision créée le 1er mai 1995 par Turner Broadcasting System. La chaîne diffuse principalement des séries d'animation.

## Histoire

Logo Cartoon Network, utilisé du 1er mai 1995 au 25 octobre 2005.

Cartoon Network a été pour la première fois diffusé en Inde en tant qu'émission double TCM & Cartoon Network|TNT & Cartoon Network en 1995, avec Cartoon Network qui était diffusé en premier à partir de 5 h 30 du matin jusqu'à 17 h 30, et Turner Classic Movies (anciennement TNT) diffusé par la suite. Le 1er juillet 2001, Cartoon Network devient une chaîne séparée en Inde et est diffusée Inde, au Népal et au Bhoutan. Cartoon Network Pakistan a démarré en 2004 en tant que chaîne séparée spécialement créée pour les téléspectateurs pakistanais et du Bangladesh. Certaines émissions ont été traduites.

### Années 1990
La chaîne diffuse pour la première fois le 1er mai 1995 en tant qu'émission double TCM & Cartoon Network|TNT & Cartoon Network en 1995, avec Cartoon Network qui était diffusé en premier à partir de 5 h 30 du matin jusqu'à 17 h 30, et Turner Classic Movies (anciennement TNT) diffusé par la suite. Au départ, elle diffusait uniquement des dessins-animés Hanna-Barbera tels que Yogi l'ours, Le Pacha et Les Pierrafeu. La chaîne se développe rapidement et diffuse par la suite des émissions MGM (Tom et Jerry, Droopy et Spike et Tyke) en 1996, et (après que Time Warner ai racheté Turner en 1996) des émissions Warner Bros (Looney Tunes et autres émissions connexes) en 1997..
Le 22 août 1999, Cartoon Network se renouvelle avec des nouveaux thèmes et de nouvelles émissions. Ces nouvelles émissions en 1999 incluaient Johnny Bravo, Cléo et Chico, Monsieur Belette et Les Supers Nanas.

### Années 2000
L'année suivante, en 2000, Cartoon Network diffuse de nouvelles émissions telles que Mike, Lu & Og, Ed, Edd & Eddy, et Courage, le chien froussard. Certaines de ses émissions (Mike, Lu & Og, Ed, Edd & Eddy et Courage, le chien froussard) n'étaient pas produites par Cartoon Network. En 2001, l'audience des émissions originales de Cartoon Network grimpe en flèche, avec la diffusion de Moumoute, un mouton dans la ville et Time Squad, la patrouille du temps. Par suite d'un grand nombre d'émissions Cartoon Network diffusées, la chaîne décide de créer un programme nommé Cartoon Cartoons, qui est par la suite diffusé chaque vendredi soir en Australie. Cartoon Network crée également de nouveaux programmes tels que Toonami, Acme Hour, Prime Time, Boomerang (plus tard, devenu une chaîne télévisée) et Cartoon Network After Dark.
En 2002, le programme de Cartoon Cartoons intronise deux nouveaux dessins-animés - Samouraï Jack et Grim & Evil ; Grim & Evil sera finalement séparé en deux séries intitulées Billy et Mandy, aventuriers de l'au-delà et Vil Con Carne. La Ligue des justiciers et ¡Mucha Lucha! sont des émissions qui ont également fait leurs débuts sur la chaîne en 2002.
En 2003, de nouvelles émissions Cartoon Network sont ajoutées comme Robot Jones (en) et Nom de code : Kids Next Door, cependant il existait de nombreux nouveaux programmes et des émissions (ne faisant pas partie du programme Cartoon-Cartoons) qui ont été ajoutés. Ces programmes incluaient Boomeraction et Tiny TV. Les émissions, elles, impliquaient The Mask, la série animée et X-Men: Evolution.
En 2004, la série Foster, la maison des amis imaginaires est ajoutée ; la principale série intronisée cette année sur Cartoon Network. Également, des anciennes séries sont rediffusées comme Les Pierrafeu, Les Jetson et Top Cat, mais ne seront restées qu'un court instant. Des anciennes émissions telles que Scooby-Doo, Looney Tunes et Tom et Jerry, ont retenu, en date de 2011, une meilleure audience sur la chaîne. En avril, la chaîne est ajoutée à TransTV.

## Programmes (2023)
Cartoon Network Inde est disponible en anglais, en hindi, en tamoul  en telugu en malyalam, et en kanada. La chaîne dispose d'un grand nombre d'émissions WB et de Cartoon Network Studios.

### Liste
- Adventure Time
- Batman: The Animated Series[2]
- Ben 10
- Ben 10: Alien Force
- Ben 10: Ultimate Alien
- Ben 10: Omniverse
- Bionic Max
- Digimon Adventure[3]
- Dragon Ball Kai[4]
- Dragon Ball Super[5]
- Dragon Ball Z[6]
- Grizzy and the Lemmings
- My Hero Academia[7]
- Nate is late
- Oggy and the cockroaches
- Teen Titans
- Teen Titans GO![8]
- The Amazing World of Gumball
- The Tom and Jerry Show
- Powerpuff Girls
- Regular Show
- Steven Universe
- Transformers
- We Bare Bears
- Yokai Watch
- Young Justice[9]